# Eilema nebulifera
Eilema nebulifera là một loài bướm đêm thuộc phân họ Arctiinae, họ Erebidae.